# 大垣知哉
大垣 知哉（おおがき ともや、本名同じ、1976年11月23日 - ）は、日本のシンガーソングライター・俳優。出身地は京都府城陽市。血液型O型。株式会社 JungleWalk所属。妻は、タレントの朝宮真由。

## 略歴
- 1976年（昭和51年）11月23日 京都・音楽好きの両親のもと出生。
- 1992年 奈良学園中学校卒業。
- 1995年 奈良学園高等学校卒業。
- 1999年 流通科学大学　卒業。
- 1999年 上京し、スペースクラフト・エンタテインメントに所属。
- 2012年 JungleWalk移籍。
- 2014年より、奈良を拠点とし、音楽活動に従事

## 主な音楽活動
- 1st ALBUM『呼吸』
- 2nd ALBUM『ふと見上げた空の向こう』
- 3rd ALBUM『on the corner』
- 映画「369のメトシエラ」トリビュート
- 大垣知哉 PV「愛おしい傷」PV
- i-Tunes配信『存在』 i-tunes vocal部門第2位
- 舞台音楽集　 『BRAND NEW DAY』　2010年
- 『花となれ』2014年 奈良を背景とした楽曲CD

## ライブ・コンサート
- 2013年 奈良100年会館 - ワンマンコンサート開催
- 2013年 大和郡山城ホール - ワンマンコンサート開催
- 2014年 大阪・難波マンスリー - ワンマンコンサート開催
- 2015年 けいはんなホール - ワンマンコンサート開催 ※850人動員

## 出演

### TVドラマ
- 2007年 TVK『サンシャインデイズ』 - 佳孝役
- 2011年 日本テレビ『リバウンド』 - 小室役

### 映画
- 『GSワンダーランド』
- 『イッツ ア ニューデイ』 ※第20回東京国際映画祭出品作品 - エンディング曲「存在」作詞・作曲・歌 担当
- 『ハゲタカ』
- 『369のメトシエラ』　小林兄弟監督 - 武田俊介 役（主演）[2]

## ラジオ
- ラジオ大阪 「Jam Jam Store」（2005年 - 2007年）
- FM滋賀 「モビーでおじゃましバス」（2007年 - 2009年）
- FM枚方 「枚方カウントダウン　TOP30」（2005年 - 2007年）
- ラジオ関西 「秋野静香のしゃべっていいとも」（2012年）
- ならどっとFM　「大垣知哉の奈良をくねくね」（2015年 -　）

## WEB・スチール
- ローソン 「スペシャルムービー」　etc
- WEB BEE TV 「豆知識ッス!」
- スチール 「キャッシュワン」、「LENOVO」、「京王カード」　etc
- CM 「健康エコナ」、「スカルプD」 etc